# Max Decugis
Maxime Omer Mathieu Decugis (24. září 1882 Paříž – 6. září 1978 Biot) byl francouzský tenista. Stal se osmkrát mistrem Francie ve dvouhře, třináctkrát v mužské čtyřhře a sedmkrát ve smíšené čtyřhře. V roce 1911 vyhrál spolu s André Gobertem čtyřhru ve Wimbledonu. Na Letních olympijských hrách 1900 byl spolu s Američanem Basilem Spaldingem de Garmendiou finalistou čtyřhry. Na Athénských olympijských mezihrách v roce 1906 vyhrál dvouhru, čtyřhru mužů (spoluhráčem byl Maurice Germot) a smíšenou čtyřhru (spoluhráčkou byla jeho manželka Marie Decugisová, rozená Flamengová). Na Letních olympijských hrách 1920 získal se Suzanne Lenglenovou zlatou medaili v mixu a s Pierrem Albarranem bronzovou medaili ve čtyřhře. Také vyhrál International German Open v letech 1901 a 1902 a Monte-Carlo Masters 1910. Byl kapitánem daviscupového týmu Francie.